# Čadska nogometna reprezentacija
Čadska nogometna reprezentacija predstavlja Čad u nogometu, te je pod kontrolom čadskog nogometnog saveza. Do sada se nijedanput nisu kvalificirali na svjetsko prvenstvo, a također nikad nisu zabilježili nastup na kontinentalnom Afričkom kupu nacija.

## Vanjske poveznice
- FTFA Službene stranice Čadskog nogometnog saveza